# Geranium stuebelii
Geranium stuebelii là một loài thực vật có hoa trong họ Mỏ hạc. Loài này được Hieron. mô tả khoa học đầu tiên năm 1895.